# Oddlužovací agentura
Oddlužovací agentura je společnost, která nabízí dlužníkům pomoc při řešení jejich nepříznivé finanční situace a problémů při splácení dluhů. Zpravidla je využívají dlužníci, kteří se dostávají do potíží se splácením svých spotřebitelských úvěrů a půjček u jedné nebo více úvěrových společností nebo bank. Z hlediska principu jejich fungování se však jejich pomoc dlužníkovi jeví jako sporná. Naopak v mnoha případech doplácí klienti na podpis smlouvy s touto agenturou ještě větším zadlužením. Stejně tak i „Česká leasingová a finanční asociace jednoznačně doporučuje, aby klient nepředával řešení svých závazků jinému subjektu a své dluhy řešil přímo s věřitelem.“

## Fungování agentur
Oddlužovací agentury nabízejí dlužníkům pomoc při řešení jejich finanční situace. Nejčastěji se jedná o případy, kdy klient není schopný dostát svým závazkům vůči věřiteli (bankovní nebo nebankovní instituce), protože nemá dostatečnou hotovost na úhradu splátek. Oddlužovací agentury jsou tedy prostředníky ve vztahu mezi dlužníkem a věřitelem.
Oddlužovací agentury nabízejí pomoc při správě všech klientových dluhů. Slibují pomoc při vyjednávání s věřiteli, přitom i samotná agentura se stává věřitelem, protože si účtuje poplatky za svou práci. Tím se dlužníkova situace spíše zhoršuje, protože místo aby jeho měsíční náklady klesly, poplatky agentuře je ještě více zvyšují. Z oddlužovací agentury se výsledně stává jen prostředník, který přeposílá měsíční splátku od dlužníka k věřiteli. Agentury většinou prohlašují, že jsou schopny u věřitelských společností vyjednat změnu splátkového kalendáře nebo odložení splátek. Přitom věřitelé zpravidla odmítají s těmito agenturami spolupracovat a s dlužníkem spolupracují napřímo, nikoliv přes agenturu. Proces komunikace mezi dlužníkem a věřitelem se však komplikuje, a dlužník v dobré víře, že agentura jeho problémy vyřeší, ignoruje výzvy věřitele.. V neposlední řadě agentura získává osobní údaje o klientovi, a také se dostává ke kompletnímu přehledu o všech jeho závazcích.
Přitom řada bank nabízí tzv. konsolidaci úvěrů. Ta slučuje všechny předchozí úvěry do jednoho. Pokud klient tento úvěr získá, jsou z něj splaceny všechny jeho předchozí úvěry. Zároveň je tento úvěr dlouhodobý, aby měsíční splátka byla co nejnižší. Pokud je ale dlužník již v takové situaci, že není schopný dosáhnout na konsolidaci úvěrů, může využít i tzv. dluhové poradny. Většinou je provozují různá občanská sdružení a neziskové organizace, které sice nenabízejí finanční prostředky, ale rady, jak situaci řešit, případně bezplatný právní servis.

## Obchodní model
Pokud se klient rozhodne pro spolupráci s oddlužovací agenturou, na začátku zpravidla sepíše mandátní smlouvu, v níž dává agentuře plnou moc pro řešení jeho závazků vůči věřitelům. Ve smlouvě se dlužník zavazuje, že zaplatí smluvené poplatky a bude pravidelně splácet danou částku. Agentura se naopak zavazuje, že se pokusí s věřitelem dohodnout. Zřídkakdy se ve smlouvě objevuje sankce za neplnění smlouvy ze strany agentury. Klient splácí měsíční splátku v domnění, že tím umořuje svůj dluh. Přitom ale agentura nemá žádný vztah s věřitelskou společností, a ta s ní proto odmítá jednat. Klient má tedy i nadále povinnost splácet věřiteli svůj dluh v původní výši.

## Náklady oddlužení
Agentury klientovi neposkytují žádné finanční prostředky. Naopak, jako vstupní poplatek za provedenou finanční analýzu vybírají od klienta jednorázově částku až 2-15 tisíc korun. Některé agentury si dále účtují poplatek za spuštění celého procesu oddlužení.
K měsíční splátce, kterou klient standardně platí věřiteli, je přičtena provize pro oddlužovací agenturu, která dosahuje až 20 % z původní splátky. Přitom za porušení podmínek si agentury účtují několikanásobně vyšší pokuty než samotní věřitelé. Jde především o sankce za porušení smlouvy – např. pozdní odeslání splátky. V některých případech se tak agentury řadí na pozici prvního věřitele. Znamená to tedy, že pokud klient pošle nižší částku, než je požadovaná splátka, agentura si nejdříve odečte svůj poplatek, a až zbylou část pak posílá věřitelské společnosti. Tím se dlužník dostává do mnohem komplikovanější situace, která jeho problémy eskaluje. Agentury také zpravidla neposkytují vůbec žádné garance na vyřešení situace dlužníků, smlouva je zavazuje pouze k tomu, aby se dlužníkovu situaci pokusili vyřešit.